# KCNS3
KCNS3 (англ. Potassium voltage-gated channel modifier subfamily S member 3) – білок, який кодується однойменним геном, розташованим у людей на короткому плечі 2-ї хромосоми.  Довжина поліпептидного ланцюга білка становить 491 амінокислот, а молекулярна маса — 56 001.
| 10         |  | 20         |  | 30         |  | 40         |  | 50         |
| ---------- |  | ---------- |  | ---------- |  | ---------- |  | ---------- |
| MVFGEFFHRP |  | GQDEELVNLN |  | VGGFKQSVDQ |  | STLLRFPHTR |  | LGKLLTCHSE |
| EAILELCDDY |  | SVADKEYYFD |  | RNPSLFRYVL |  | NFYYTGKLHV |  | MEELCVFSFC |
| QEIEYWGINE |  | LFIDSCCSNR |  | YQERKEENHE |  | KDWDQKSHDV |  | STDSSFEESS |
| LFEKELEKFD |  | TLRFGQLRKK |  | IWIRMENPAY |  | CLSAKLIAIS |  | SLSVVLASIV |
| AMCVHSMSEF |  | QNEDGEVDDP |  | VLEGVEIACI |  | AWFTGELAVR |  | LAAAPCQKKF |
| WKNPLNIIDF |  | VSIIPFYATL |  | AVDTKEEESE |  | DIENMGKVVQ |  | ILRLMRIFRI |
| LKLARHSVGL |  | RSLGATLRHS |  | YHEVGLLLLF |  | LSVGISIFSV |  | LIYSVEKDDH |
| TSSLTSIPIC |  | WWWATISMTT |  | VGYGDTHPVT |  | LAGKLIASTC |  | IICGILVVAL |
| PITIIFNKFS |  | KYYQKQKDID |  | VDQCSEDAPE |  | KCHELPYFNI |  | RDIYAQRMHT |
| FITSLSSVGI |  | VVSDPDSTDA |  | SSIEDNEDIC |  | NTTSLENCTA |  | K          |

A: Аланін

C: Цистеїн

D: Аспарагінова кислота

E: Глутамінова кислота

F: Фенілаланін

G: Гліцин

H: Гістидин

I: Ізолейцин

K: Лізин

L: Лейцин

M: Метіонін

N: Аспарагін

P: Пролін

Q: Глутамін

R: Аргінін

S: Серин

T: Треонін

V: Валін

W: Триптофан

Кодований геном білок за функціями належить до іонних каналів, потенціалзалежних каналів. 
Задіяний у таких біологічних процесах як транспорт іонів, транспорт, транспорт калію, поліморфізм. 
Білок має сайт для зв'язування з калію. 
Локалізований у клітинній мембрані, мембрані.